# Jean Lefèvre
Pour les articles homonymes, voir Lefèvre.
Ne doit pas être confondu avec l'acteur Jean Lefebvre ni le journaliste Jean Lefevre.
Ne doit pas être confondu avec Jean Lefeuvre ou Jean Lefeuvre (jésuite).
Jean Marie Lefèvre, né le 1er juillet 1887 à Nancy et mort le 8 février 1973 à Roanne, est un ingénieur agronome et homme politique français.

## Biographie

### Ministère de l'agriculture
Après des études au lycée Janson-de-Sailly et à l'école normale d'instituteurs de Beauvais, il fut professeur d'agriculture de 1912 à 1919 et mobilisé dans une unité combattante du 2 août 1914 au 1er mars 1918. De 1920 à 1925, il fut directeur des services agricoles de l'Oise et directeur de la reconstitution agricole de ce département, puis de 1925 à 1930 professeur à l'école nationale des industries agricoles de Douai.
Inspecteur général de l'agriculture en 1930, il fut détaché au ministère des Affaires étrangères de 1930 à 1938 pour devenir directeur général des affaires économiques (agriculture, commerce, colonisation) au Maroc. De retour en France en janvier 1938 au sein du service économique de la viande et du lait du ministère de l'agriculture, il devint directeur de l'INA en octobre 1938, poste qu'il quitta temporairement en 1944 pour devenir ministre du Comité français de la Libération nationale.

### Politique
Il fut membre du Comité français de la Libération nationale avec le titre de Secrétaire général à l'Agriculture du 26 août au 10 septembre 1944 et resta secrétaire général du ministère de l'Agriculture jusqu'au 1er mai 1946.

### L'INRA
Il fut président du conseil d'administration de l'INRA de sa création en 1946 à 1963. Simultanément, il représenta le ministère de l'Agriculture au conseil d'administration de l'ONIA, dont il fut vice-président de 1945 à 1953, au conseil d'administration des mines domaniales de potasse de 1945 à 1964 et en tant que vice-président de la société commerciale des potasses d'Alsace de 1947 à 1964. Il fut également président de l'Académie d'Agriculture de 1956 à 1957.

## Œuvres
Dans le cadre de son travail à l'INRA, il dirigea avec Pierre Tissot la collection Nouvelle Encyclopédie agricole, ouvrage collectif paru entre 1948 et 1964 aux éditions J. B. Baillière et Fils.